# Франц фон Ленбах
Франц фон Ленбах (на немски: Franz von Lenbach), с рождено име Франц Сераф Ленбах (Franz Seraph Lenbach), от 1882 г. – рицар фон Ленбах (Ritter von Lenbach) е германски художник. Ленбах е един от най-известните художници в Германия и Австрия по неговото време. Той рисува портретите на Ото фон Бисмарк, на германските кайзери Вилхелм I и Вилхелм II, на австрийския кайзер Франц Йозеф I, на папа Лъв XIII и на други известни личности от 19. век. Той е наричан и „Мюнхенски княз-художник“.
Роден е на 13 декември 1836 в Шробенхаузен. Франц е четвъртото дете от втория брак на шробенхаузския градки строителен майстор Франц Йозеф Ленбах с Йосефа Херке. Баща му произлиза от Южен Тирол и първо се пише Лемпах. От есента 1852 г. до 1853 г. Франц Ленбах посещава кралското баварско политехническо училище в Аугсбург, за да се научи да рисува фигури. През януари 1854 г. той е приет в Академията на изкуството в Мюнхен. През ноември 1858 г. той пътува заедно със своя учител Карл Теодор фон Пилоти в Рим. От юни 1860 г. до април 1862 г. Ленбах е професор в новооснованото от великия херцог Карл Александер Великохерцогско училище по изкуство във Ваймар. След това отива в Мюнхен и учи рисуването на копия на картините на старите майстори, намиращи се в Старата пинакотека. През ноември 1863 г. той отива в Италия и до март 1865 г. рисува копия на картини за граф Адолф Фридрих фон Шак с годишна заплата в началото от 1000 гулдена, която по-късно е увеличена на 1400 и на края на 2000 гулдена. През април 1865 г. той се мести във Флоренция.
През юни 1866 г. той се връща в Мюнхен, взема под наем ателие на Аугустинерщрасе и започва да рисува портрети. През 1867 г. той получава златен медал III. класа на Световното изложение в Париж.
През 1874 г. той се среща с Ото фон Бисмарк. През 1882 г. Ленбах получава рицарския кръст на ордена за заслуги на Баварската корона и е издигнат на Ritter von Lenbach в благородническото общество. През 1879 г. той е осем дена в дома на Бисмарк и рисува прочутия му портрет. Той е нарисувал 1897 г. на Бисмарк общо 80 портрети. Всяка Коледа, Ленбах е на гости при Бисмарк.
През 1886 г. той купува парцел в Мюнхен, на ъгъла Луизенщрасе/Бриенерщрасе и построява там с общото планиране от Габриел фон Сайдл, своята мюнхенска градска вила, „Ленбаххауз“, с ателие, което е готово през октомври 1888 г.
На 4 юни 1887 г. той се жени за Магдалена графиня Молтке, която не показва интерес към неговото изкуство. С нея той има дъщерите Марион (* януари 1892) и Ерика (* март 1895).
През лятото 1892 г. Ленбах урежда тържествен прием за сваления имперски кайзер Бисмарк в Мюнхен против волята на правителството. На свои разноски той поръчва специален влак за Бисмарк, който от балкона на вила Лембах се представя на неговите почитатели.
През юли 1896 г. Ленбах се развежда и се жени през октомври 1896 г. за Шарлоте (наричана Лоло, * 1861) фон Хорнщайн, която е следвала рисуване и той я познава от детските си години. През 1899 г. се ражда дъщеря им Габриеле.
Той получава през 1902 г. Командирския кръст на френския почетен легион. На 12 октомври същата година след връщането му от разходка до родния му Шробенхаузен, той получава удар. На 6 май 1904 г. Ленбах умира в мюнхенската си вила. Погребан е тържествено в даден от държавата почетен гроб в Западните гробища в Мюнхен.
Днес в неговата бивша градска вила се намира „Градската галерия в къщата Ленбах“ на столицата Мюнхен.